# باربرا ماير (لاعبة كرلنغ)
باربرا ماير هي لاعبة كرلنغ سويسرية، ولدت في 1983.

## وصلات خارجية
- باربرا ماير على موقع الاتحاد الدولي للكرلنغ (الإنجليزية)
- باربرا ماير على موقع أوليمبيديا (الإنجليزية)